# Ellen De Vriend
Ellen De Vriend-de Jong (Vlissingen, 12 februari 1964) is een Nederlandse schrijfster van thrillers en journalist. Zij publiceert fictie, verhalenbundels en reisboeken.

## Werk
De Vriend werd in 1999 freelance verslaggever bij de Provinciale Zeeuwse Courant en later eindredacteur van huis-aan-huiskrant De Faam. Daarna heeft ze jarenlang een eigen tekstbureau gehad. Sinds 2022 werkt ze freelance voor de vakbladen van uitgeverij Agrio en de Provinciale Zeeuwse Courant. Uitgeverij Van Dorp gaf haar eerste thriller Bitterzoet (2013) uit, die later (2021) bij Uitgeverij September is verschenen. Haar tweede thriller Vermist verscheen bij Karakter Uitgevers in Uithoorn. In 2015 werd Crush genomineerd als leestip door de Jonge Jury.